# Stéphanie Tchou-Cotta
Pour les articles homonymes, voir Cotta.
 (avril 2017).
Stéphanie Tchou-Cotta, née le 19 novembre 1971 à Paris, est une actrice, scénariste et réalisatrice française.

## Biographie
Stéphanie Tchou-Cotta est la fille de la journaliste Michèle Cotta et de l'éditeur Claude Tchou.
Elle a fait des études de lettres modernes à l'université Sorbonne Nouvelle - Paris 3, où elle a rédigé son mémoire de maîtrise « Le Mythe du héros antique adapté au cinéma hollywoodien » sous la direction de Claude Aziza. Elle est diplômée du Conservatoire européen d'écriture audiovisuelle.

## Filmographie

### Actrice
- 1988 : La Croisade des enfants (TV) : Une fille
- 1989 : La Folle journée ou Le mariage de Figaro : Fanchette
- 1989 : Les Nuits révolutionnaires (feuilleton TV)
- 1990 : Jours tranquilles à Clichy : Colette
- 1991 : Le Gang des tractions (TV) : Arlette
- 1992 : Les Paroles invisibles : Marie
- 1992 : Amoureuse : Juliette
- 1992 : Emma Zunz (TV) : Perla
- 1992 : Jo et Milou (TV) : Une fille
- 1993 : Julie Lescaut (TV) : Szousza
- 1994 : Les Cordier, juge et flic (TV) : Poupée
- 2014 : Ainsi soient-ils de Rodolphe Tissot (saison 2) : Florence Sobesky

### Scénariste
- 2004 : Mon homme (court métrage)
- 2005 : Pablo, mon père et moi (court métrage)
- 2005 : Clara Sheller[1]
- 2007 : Béluga (long-métrage)
- 2011 : La vie est à nous[2]
- 2008 : Vénus et Apollon
- 2008 : Les Bleus : Premiers pas dans la police[3], épisode « Jeux dangereux »
- 2009 : Paris 16e (TV)
- 2011 : Merci Patron! de Pierre Joassin
- 2011 : R.I.S. Police Scientifique [4]
- 2014 : Chefs d'Arnaud Malherbe[5]
- 2014 : Où es-tu maintenant[6] ?
- 2011-2018 : Plus belle la vie[7]
- 2016 : Joséphine Ange Gardien, "La parenthèse enchantée"
- 2017 : Agathe Koltès[8], "Bain Fatal"
- 2017 : Sam [9]
- Depuis 2018 : Un si grand soleil

### Réalisatrice
- 2000 : Faits d'hiver (court métrage)
- 2004 : Mon homme (court métrage)
- 2005 : Pablo, mon père et moi (court métrage)
- 2023 : Face à Face [10]
- 2024: A qui profite le doute?